# 45th Street (Fourth Avenue Line)
45th Street is een station van de metro van New York aan de Fourth Avenue Line in Brooklyn. Het station is geopend in 1915. De lijnen  maken gebruik van dit station.
 ·  ·  ·  ·  ·  ·  ·  ·  · 
Van noord naar zuid:
Ditmars Boulevard-Astoria · 
Astoria Boulevard · 
30th Avenue · 
Broadway · 
36th Avenue · 
39th Avenue · 
Queensboro Plaza · 
Lexington Avenue/59th Street · 
5th Avenue · 
57th Street · 
49th Street · 
Times Square-42nd Street · 
34th Street-Herald Square · 
28th Street · 
23rd Street · 
14th Street-Union Square · 
Eighth Street-New York University · 
Prince Street · 
Canal Street · 
City Hall* · 
Cortlandt Street* · 
Rector Street* · 
Whitehall Street-South Ferry* · 
Court Street-Borough Hall* · 
Jay Street-MetroTech* · 
DeKalb Avenue · 
Canal Street · 
Atlantic Avenue - Pacific Street · 
Union Street · 
Ninth Street · 
Prospect Avenue · 
25th Street · 
36th Street · 
45th Street · 
53rd Street · 
59th Street · 
Eighth Avenue · 
Fort Hamilton Parkway · 
New Utrecht Avenue · 
18th Avenue · 
20th Avenue · 
Bay Parkway · 
Kings Highway · 
Avenue U · 
86th Street · 
Coney Island-Stillwell Avenue
* alleen 's nachts als vervanging voor Lijn R
Van noord naar zuid:
Forest Hills-71st Avenue · 
67th Avenue · 
63rd Drive-Rego Park · 
Woodhaven Boulevard · 
Grand Avenue-Newtown · 
Elmhurst Avenue · 
Jackson Heights-Roosevelt Avenue · 
65th Street · 
Northern Boulevard · 
46th Street · 
Steinway Street · 
36th Street · 
Queens Plaza · 
Lexington Avenue/59th Street · 
5th Avenue · 
57th Street · 
49th Street · 
Times Square-42nd Street · 
34th Street-Herald Square · 
28th Street · 
23rd Street · 
14th Street-Union Square · 
Eighth Street-New York University · 
Prince Street · 
Canal Street · 
City Hall · 
Cortlandt Street · 
Rector Street · 
Whitehall Street-South Ferry · 
Court Street-Borough Hall · 
Jay Street-MetroTech · 
DeKalb Avenue · 
Atlantic Avenue - Pacific Street · 
Union Street · 
Ninth Street · 
Prospect Avenue · 
25th Street · 
36th Street · 
45th Street · 
53rd Street · 
59th Street · 
Bay Ridge Avenue · 
77th Street · 
86th Street · 
Bay Ridge-95th Street